# Хајрудин Крвавац
Хајрудин „Шиба” Крвавац (Сарајево, 22. децембар 1926 — Сарајево, 11. јул 1992) био је југословенски редитељ и сценариста.

## Биографија
Као тинејџер је сарађивао са партизанским покретом отпора, четири пута је излазио из окупираног Сарајева и извршавао задатке по налогу Владимира Перића Валтера.
По завршетку рата одлази у Београд на студије Више дипломатско-новинарске школе. Када се вратио у Сарајево, почео је да се бави филмском режијом, по наговору Ели Финција, иако није имао никакво формално образовање.
Снимио је око четрдесет документарних, кратких и дугометражних филмова и неколико телевизијских серија. Написао је и више од двадесет сценарија. Први играни филм Вртлог је снимио 1964. године а потом су уследили и популарни филмови Диверзанти (1967), Мост (1969), Валтер брани Сарајево (1972) и Партизанска ескадрила (1979), који се и данас сматрају класицима југословенског филма. Највећу популарност је стекао филмом Валтер брани Сарајево који говори о Валтеру и о окупираном Сарајеву 1944. године а посветио га је Владимиру Перићу Валтеру, и снимио га 1972. године са Батом Живојиновићем у главној улози. Овај филм је изразито популаран у Кини.
Преминуо је услед компликација срчаних проблема 11. јула 1992. године у Сарајеву за време рата. Сахрањен је на сарајевском градском гробљу Лав.

## Режија
| Год.  | Назив                               | Жанр         | Награда |
| ----- | ----------------------------------- | ------------ | ------- |
| 1952. | Успомене с пруге                    | документарни |         |
| 1953. | Поплава                             | документарни |         |
| 1953. | Сјећања                             | документарни |         |
| 1954. | Отета земља                         | документарни |         |
| 1954. | Планинци                            | документарни |         |
| 1954. | У долини Неретве                    | документарни |         |
| 1955. | У старом Тешњу                      | ратни        |         |
| 1955. | Са Загребачког велесајма 1955       | документарни |         |
| 1955. | Долина радости                      | документарни |         |
| 1956. | На странпутици                      |              |         |
| 1956. | Загребачки велесајам                | документарни |         |
| 1956. | Путеви дрвета                       | документарни |         |
| 1956. | Први мај 1956. године               | документарни |         |
| 1957. | Воћарство горњег Подриња            | документарни |         |
| 1957. | Зрно и хљеб                         | документарни |         |
| 1957. | Велепекара                          | документарни |         |
| 1958. | Плоче - лука на делти Неретве       | документарни |         |
| 1960. | 1. мај 1960                         | документарни |         |
| 1960. | Поплаве                             | документарни |         |
| 1961. | 1. мај 1961. године у Сарајеву      | документарни |         |
| 1961. | Састанак бораца                     | документарни |         |
| 1962. | Мис Зеленграда                      | документарни |         |
| 1962. | Дјецо, чувајте се!                  | документарни |         |
| 1963. | Босанка                             | документарни |         |
| 1964. | Вртлог                              | ратни        |         |
| 1964. | Травник                             | документарни |         |
| 1965. | Селице                              | документарни |         |
| 1967. | Диверзанти                          | ратни        |         |
| 1969. | Мост                                | ратни        |         |
| 1970. | Како се рађа Хидроелектрана         | документарни |         |
| 1971. | Воде карста                         | документарни |         |
| 1971. | Систем Хидроелектрана на Требишњици | документарни |         |
| 1972. | Валтер брани Сарајево               | ратни        |         |
| 1974. | Валтер брани Сарајево (ТВ серија)   | ратни        |         |
| 1979. | Хидроелектрана Рама                 | документарни |         |
| 1979. | Партизанска ескадрила               | ратни        |         |
| 1981. | Голим рукама                        | драма        |         |
| 1981. | Нишани                              | документарни |         |
| 1983. | Хе Чапљина                          |              |         |
| 1985. | Воде Требишњице                     |              |         |